# Workbook
 (avril 2019).
Les workbooks sont issus du système éducatif américain. Ce sont des manuels distribués aux étudiants,,. Les workbooks sont généralement remplis de problèmes pratiques, où les réponses peuvent être écrites directement dans le cahier.

## Avantages du workbook
Les cahiers d'exercices sont souvent utilisés dans les écoles pour les plus jeunes élèves, que ce soit au collège ou à l'école primaire. Ils sont favorisés car les élèves peuvent travailler directement dans leurs livres, permettant ainsi de supprimer le besoin de feuilles simples et de copier les questions d'un manuel.   
Les workbooks présentent également un avantage, car ils sont généralement plus petits et plus légers que les manuels, ce qui permet à l'élève d'avoir un sac plus léger lorsqu'il le ramène à la maison pour terminer ses devoirs.
Le terme workbook est également utilisé pour décrire d’autres compilations de questions qui obligent l'élève à effectuer des brouillons (lorsqu'il est question de mathématiques de haut niveau notamment). Il peut également être utilisé comme outil de formation pour certains postes. 
Plus récemment, les cahiers d'exercices électroniques ont permis un apprentissage interactif et personnalisé. Ces workbooks peuvent être utilisés sur des ordinateurs, des ordinateurs portables, des assistants numériques personnels et peuvent être basés sur le Web. 

## Voir également
- Cahier d'école
- Manuel scolaire